# Брезоаја (Дамбовица)
Брезоаја (рум. Brezoaia) насеље је у Румунији у округу Дамбовица у општини Брезоаеле. Oпштина се налази на надморској висини од 115 m.

## Становништво
Према подацима из 2002. године у насељу је живело 2444 становника.

### Попис2002.
| Расподела становништва по националности 2002.‍ | Расподела становништва по националности 2002.‍ | Расподела становништва по националности 2002.‍ | Расподела становништва по националности 2002.‍ | Расподела становништва по националности 2002.‍ |
| --------------------------------------------- | --------------------------------------------- | --------------------------------------------- | --------------------------------------------- | --------------------------------------------- |
|                                               |                                               |                                               |                                               |                                               |
| Румуни                                        | Румуни                                        |                                               | 2.425                                         | 99,3%                                         |
| Роми                                          | Роми                                          |                                               | 18                                            | 0,7%                                          |